# Long Kiss Good Bye
「Long Kiss Good Bye」（ロング キッス グッド バイ）は、日本のヒップホップユニット・HALCALIの12枚目のシングルである。2008年11月12日に発売。

## 解説
前年に発売されたアルバム「サイボーグ俺達」のリリースから1年4ヶ月ぶりとなる新作であり、2008年唯一のシングル。初回生産盤には『NARUTO -ナルト- 疾風伝』書き下ろしワイドキャップステッカーが封入。

## 収録曲
1. Long Kiss Good Bye（4:06）
作詞：HALCALI/Masataka Kitaura
作曲：Masataka Kitaura
TX系テレビアニメ『NARUTO -ナルト- 疾風伝』エンディングテーマ（2008年10月2日 - 2008年12月25日放送分）。
熊本県民テレビ『テレビタミン』2008年12月度エンディングテーマ。
2. FLASH（5:11）
作詞：HALCALI/RAM RIDER
作曲：RAM RIDER
追手門学院大学CMソング。
3. Long Kiss Good Bye （Instrumental）（4:04）